# 塔潘蒂國家公園

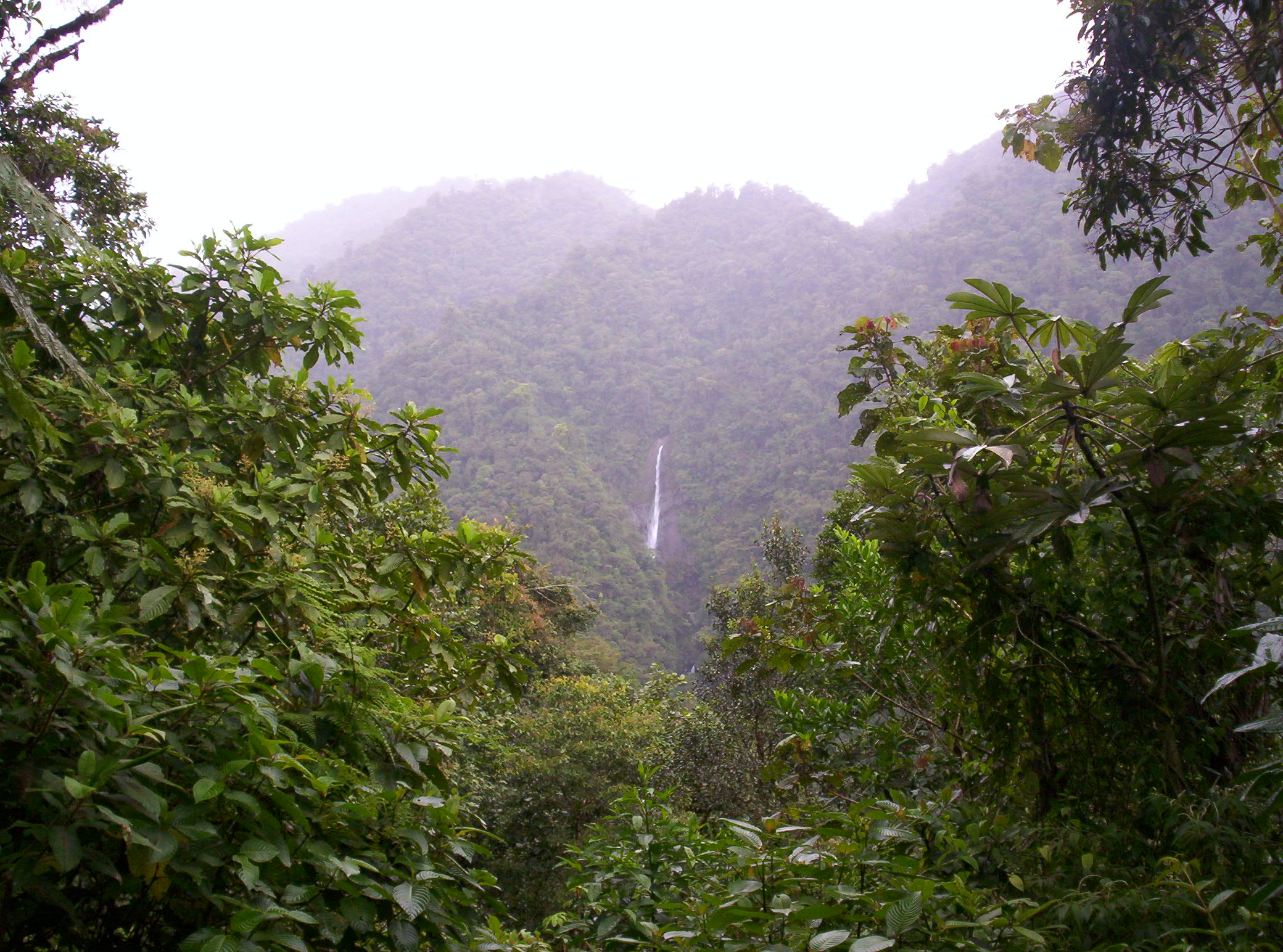

塔潘蒂國家公園（西班牙語：Parque nacional Tapantí）是哥斯達黎加的國家公園，位於該國中部，由卡塔戈省負責管轄，面積583平方公里，成立於1982年2月1日，該地區有300種鳥類、32種兩棲類動物和45種哺乳類動物。

## 外部連結
- Tapantí National Park （页面存档备份，存于） at Costa Rica National Parks

9°46′14″N 83°47′59″W / 9.7706°N 83.7997°W